# Klaus Junge (Physiker)
Klaus Junge (* 9. Juli 1926 in Kiel; † 24. Juni 2025 in Königs Wusterhausen) war ein deutscher Physiker. Er war der Direktor des Zentralinstituts für Optik und Spektroskopie (ZOS) der Akademie der Wissenschaften der DDR.

## Werdegang
Junge wurde 1963 an der Humboldt-Universität zu Berlin promoviert. Er leitete ab 1965 das II. Physikalisch-Technische Institut (PTI), das u. a. an Laserentfernungsmessern für militärische Zwecke arbeitete. 1970 wurde er Leiter des neuen Zentralinstituts für Optik und Spektroskopie (ZOS) in Berlin, das zur Akademie der Wissenschaften der DDR gehörte. 1978 erhielt er den Nationalpreis der DDR II. Klasse und 1987 den Titel Hervorragender Wissenschaftler des Volkes. Nach der Emeritierung wurde Jung 1993 Mitglied der Leibniz-Sozietät. Er lebte in Königs Wusterhausen.

## Schriften
- Ein Beitrag zur Hafttermspektroskopie an Cadmiumsulfid. Dissertation, Berlin 1963, DNB 481870385.
- mit Witlof Brunner, Wolfgang Radloff: Quantenelektronik. Eine Einführung in die Physik des Lasers. Deutscher Verlag der Wissenschaften, Berlin 1975.
- mit Witlof Brunner: Lasertechnik. Eine Einführung. Hüthig, Heidelberg 1982, ISBN 978-3-7785-0801-5. 4. Auflage: Hüthig, Heidelberg 1989, ISBN 3-7785-1831-3.